# Sulawesitimalia
Sulawesitimalia (Pellorneum celebense) är en fågel i familjen marktimalior inom ordningen tättingar.

## Utseende och läte
Sulawesitimalian är en liten och knubbig tätting med långa ben. Fjäderdräkten är anspråkslöst brun, med ljusare undersida som varierar geografiskt från vitaktig till beigefärgad. Bland de ljudliga lätena hörs ett musikaliskt "dewiyou-dee-dee" och upprepade ropande "KEER-KEER-KEER...".

## Utbredning och systematik
Sulawesitimalian förekommer i Indonesien på Sulawesi med kringliggande öar. Den delas in i fyra underarter med följande utbredning:
- Pellorneum celebense celebense – förekommer på den norra halvöformade delen av Sulawesi och öarna Bangka, Lembeh och Manterawu
- Pellorneum celebense rufofuscum – förekommer på nordcentrala, sydcentrala och sydöstra Sulawesi samt Butung Island
- Pellorneum celebense finschi – förekommer på södra Sulawesi
- Pellorneum celebense togianense – förekommer på Togianöarna

## Levnadssätt
Sulawesitimalian hittas i undervegetation i skog och skogsbryn i låglänta områden och lägre bergstrakter. Där ses den enstaka eller i par, på eller nära marken.

## Status och hot
Arten har ett stort utbredningsområde, men tros minska i antal, dock inte tillräckligt kraftigt för att den ska betraktas som hotad. Internationella naturvårdsunionen IUCN listar arten som livskraftig (LC).